# Irvington (Kentucky)
Irvington is een plaats (city) in de Amerikaanse staat Kentucky, en valt bestuurlijk gezien onder Breckinridge County.

## Demografie
Bij de volkstelling in 2000 werd het aantal inwoners vastgesteld op 1257.
In 2006 is het aantal inwoners door het United States Census Bureau geschat op 1404, een stijging van 147 (11,7%).

## Geografie
Volgens het United States Census Bureau beslaat de plaats een oppervlakte van
2,8 km², geheel bestaande uit land. Irvington ligt op ongeveer 189 m boven zeeniveau.

## Plaatsen in de nabije omgeving
De onderstaande figuur toont nabijgelegen plaatsen in een straal van 24 km rond Irvington.